# Номифензин
Номифензин (другие названия: меритал, аливал) — лекарственное средство, антидепрессант. Является ингибитором обратного захвата катехоламинов.
Первое упоминание о номифензине в литературе датируется 1973 годом.
Клинические испытания показали, что лекарственное средство имеет минимум побочных эффектов, является неседативным, не проявляет антихолинергических свойств и не взаимодействует с алкоголем. Это давало основания для того, чтобы считать номифензин антидепрессантом нового поколения, и открывало широкие возможности его использования в клинической практике.
Однако уже к 1980 году были выявлены побочные эффекты, в частности способность препарата вызывать наркотическую зависимость и развитие гемолитической анемии. Это стало причиной снятия препарата с производства и прекращения его использования в клинической практике. На сегодняшний день номифензин используют только изредка для лечения СДВГ и в научных исследованиях обратного захвата дофамина и механизмов действия наркотических препаратов.

## Номифензин как лекарственный препарат — клиническая картина
Изобретение номифензина стало своеобразной революцией в лечении депрессии. 
В отличие от антидепрессантов первого поколения, препарат почти не имел кардиотоксического и антихолинергического действия. Научная группа проф. Гараттини показала, что номифензин является в десять раз более слабым ингибитором обратного захвата 3H-NA в сердце, чем дезипрамин. В количестве 100 мг препарат не вызывает значительных изменений в сердечном ритме, систолическом и диастолическом давлении.
Существенным было отсутствие соматических, в частности антихолинергических эффектов, что показывали исследования, проведенные на животных. Также не было выявлено уменьшения функции слюновыделения.
Важным свойством номифензина был мягкий антиконвульсивный эффект, что открывал перспективы применения препарата для лечения эпилептических депрессивных больных. Седативный эффект также был сведен до минимума. 
С осторожностью лекарственный препарат применяли к агрессивным больным (только в комплексе с транквилизаторами) и к больным шизофренией, у которых уровень дофамина и так был повышен (номифензин назначали только вместе с нейролептиками)

## Механизм действия
Механизм действия номифензина состоит в блокировке обратного захвата норадреналина и дофамина, что приводит к увеличению количества этих нейромедиаторов в межсинаптическом пространстве. При этом более сильное влияние препарат оказывает на норадреналиновый транспортировщик и крайне слабое - на серотониновый. Но в отличие от классических трициклических антидепрессантов, действие которых на этом органичивалось, номифензин зарекомендовал себя как эффективный дофаминергический препарат. Именно это свойство привело ученых к мысли о применении препарата для лечения расстройств экстрапирамидной, эндокринной систем и болезни Паркинсона.

## Применение номифензина в лечении болезниПаркинсона[8]
Исследования на животных показали, что оптимальные лекарства против Паркинсонизма должны быть одновременно агонистами норадренергической и дофаминэргической систем. Следовательно, номифензин автоматически становился потенциальным лекарственным препаратом в борьбе с этой болезнью. 
В клинических испытаниях принимали участие 20 пациентов. Исследования показали, что номифензин является эффективным препаратом при лечении Паркинсонизма. Все тесты показали значительные улучшения, в частности при оценке функционирования опорно-двигательной системы пациентов (одевание, движение, письмо). 
Побочные эффекты были похожи на те, что возникают при лечении L-дофой и бромокриптином. Чаще всего это были дискинезия (50 % пациентов), рвота (20 %); иногда нарушение речи, вестибулярной системы и головные боли (5 %). Все нежелательные проявления зависели от дозы препарата и исчезали сразу после прекращения применения

## Побочные эффекты. Прекращение использования в клинической практике
Начиная с 80-х годов участились сведения о побочных эффектах лекарственного препарата. Наблюдались случаи развития гемолитической анемии у пациентов при лечении номифензином,. Было доказано также токсическое действие препарата на печень,. Причиной такой токсичности было его химическое строение, а именно наличие тетрагидрохинолонового фрагмента и ароматической аминогруппы. Как известно, соединения с анилиновой структурой имеют токсическое влияние на печень и кровь. В статье американских ученых показан один из возможных путей метаболизма номифензина до иона тетрагидрохинолония под действием МАО или комплекса гемоглобина с перекисью водорода.  
Применение номифензина в лечебной практике было прекращено в 1985 году. 
В наше время меритал используют только в качестве модельного соединения при исследовании механизмов обратного захвата дофамина.